# Tursunovo Brdo
Tursunovo Brdo – wieś w Bośni i Hercegowinie, w Federacji Bośni i Hercegowiny, w kantonie tuzlańskim, w gminie Teočak. W 2013 roku liczyła 215 mieszkańców, z czego większość stanowili Boszniacy.